# Красные маки (вокально-инструментальный ансамбль)
«Кра́сные ма́ки» — советский вокально-инструментальный ансамбль (ВИА), созданный Аркадием Хаславским, существовавший в 1970—1980-х годах под руководством Валерия Чуменко. В 1986 году официально был переименован в группу «Маки».

## Начальный период (1976—1977)
Первоначально в городе Макеевка Донецкой области музыкантами Донецкого музыкального училища во главе с Аркадием Хаславским при крупном заводе города Донецка был создан ВИА «Калейдоскоп»; музыканты получали заработную плату, числясь рабочими на заводе.
В 1974 году музыкантам предложили работу в Сыктывкарской филармонии Коми АССР с новым названием — ВИА «Парма» (Тайга). В состав ансамбля входили:
- Аркадий Хаславский — художественный руководитель, аранжировки, фортепиано, труба, вокал;
- Арнольд Дедов — саксофон, флейта;
- Михаил Король — клавиши, гитара, вокал;
- Анатолий Ивушкин — ударные;
- Наталья Ефимова — вокал;
- Владимир Пономаренко — бас-гитара, вокал;
- Татьяна Ванифатьева — конферансье;
- Василий Лазоренко — вокал;
- Валерий Бабенко — вокал;
- Валерий Коган — звукорежиссёр;
- Ирина Юсупова и Аркадий Канцепольский — танцевальная пара;
- Людмила Пономаренко — костюмер.

Репертуар состоял из двух песен на языке коми, русских баллад и песен руководителя.
В 1975 году музыканты ансамбля перешли в Тульскую филармонию, но без вокалистов Натальи Ефремовой и Валерия Бабенко, и сменив название на «Новые лица», а позже, по предложению Валерия Чуменко (труба), на «Красные маки».
В 1976 году, на Всероссийском конкурсе на лучшее исполнение советской песни «Сочи-76», ансамбль «Красные маки» (под управлением Аркадия Хаславского) получил II премию. Перед конкурсом в ансамбль вошли участники:
- Александр Григорьев (вокал) — автор русского текста на песню Демиса Руссоса «From Souvenirs to Souvenirs»;
- Виктор Бут (гитара, вокал);
- Михаил Виницкий (конферансье, вокал).

В 1977 году Всесоюзная фирма грамзаписи «Мелодия» выпустила первый короткий диск. В числе композиций был «ремейк» песни Льва Лещенко «Соловьиная роща».
Большая часть музыкантов, в том числе и Аркадий Хаславский, стали работать от Владимирской областной филармонии под названием «Здравствуй, песня», так как Тульская филармония оставила за собой право на название «Красные маки». В «Красных маках» из первого состава остался только Александр Григорьев (вокал) и Владимир Пономаренко (бас-гитара, вокал), а художественным руководителем стал Валерий Чуменко. В 1977 году на один год на должность музыкального руководителя коллектива пришёл трубач и певец Геннадий Жарков, ранее работавший в ансамблях Самоцветы и Пламя. Ансамбль «Красные маки» комплектуется новыми участниками, имеющими опыт работы в различных коллективах: Юрий Чернавский (клавишные), Юрий Коганович (гитара-соло-ритм), Александр Калугин (вокал), Сергей Левиновский (саксофон), Юрий Веселов (труба), Сергей Рыжов (бас-гитара), Юрий Китаев (ударные).

## Новое направление (1978—1983)

Валерий Чуменко, руководитель ВИА «Красные маки»

С 1978 года в ансамбль переходит гитарист и певец Александр Лосев (из ВИА Цветы), гитарист, певец Евгений Струц, певец Вячеслав Назаров (из ВИА Коробейники), клавишник и аранжировщик Илья Бенсман, ранее руководивший запорожским ВИА «Крылья» и другие.
Аранжировки многим песням в ВИА «Красные маки» делал музыкант Виталий Кретов (Кретюк), в последующем художественный руководитель ВИА «Лейся, песня». Музыканты работали в стиле советской эстрадной песни и «джаз-рока».
Певец Александр Евдокимов в это время параллельно принял участие и в проекте композитора Давида Тухманова . В этом же году коллектив покинул Геннадий Жарков, который в последующем работал в ВИА «Поющие Сердца», позднее в ансамбле п/у Александра Пульвера «Экспресс». В это время при совместных выступлениях аранжировки многим песням ВИА «Красные маки» делает художественный руководитель ВИА «Лейся, Песня» Михаил Шуфутинский.
В 1978 году из ВИА «Самоцветы» (художественный руководитель Юрий Маликов) в коллектив приходит певец и клавишник Аркадий Хоралов, ранее уже сотрудничавший с поэтом-песенником Андреем Дементьевым. Их совместная работа — песня «Давай попробуем вернуть» входит в репертуар «Красных маков».
В 1979 году в коллектив приходит певец Сархан Сархан. В ансамбле работают музыканты: Юрий Чернавский — музыкальный руководитель, скрипка, клавишные инструменты, аранжировка, Юрий Каганович — соло-ритм-гитара, Сергей Рыжов — бас-гитара, вокал, Сархан Курбанбеков — акустическая гитара, вокал, Сергей Левиновский — саксофон, аранжировка, Юрий Щеглов — клавишные инструменты, аранжировка, Юрий Китаев — ударные инструменты, Александр Калугин — солист-вокалист. «Красные маки» заиграли в стиле поп-рок с активным участием духовой секции, лидером которой стал трубач-туттист Павел Жагун. Следом в состав пришёл клавишник Руслан Горобец (позже музыкальный руководитель группы «Рецитал», аккомпанирующей Алле Пугачёвой) и опытные звукорежиссёры Игорь Бабенко и Юрий Фомин.
Стиль диска «Если не расстанемся…» —диско и поп.
В это время в ансамбль приходит солистка Надежда Кусакина, ранее работавшая ведущей телепрограммы «Шире круг» на Центральном телевидении.
Вячеслав Добрынин в свой первый диск-гигант «День за днём» также включил следующие свои песни в исполнении ВИА «Красные маки»: «Если ты уйдёшь», солист Владислав Андрианов; «Если у тебя своя дорога»; «Тебе не нужен я» на слова Леонида Дербенёва; «Скажи мне правду» на слова поэта Игоря Кохановского, которые исполнил Аркадий Хоралов.
В начале 1980 года в связи с предстоящими Олимпийскими играми и по инициативе Игоря Кохановского, на студии «Мелодия» записан альбом «Кружатся диски».
Альбом «Кружатся диски» был полностью аранжирован Юрием Чернавским в стиле диско и записан звукорежиссёрами Сергеем Тепловым, Юрием Богдановым и самим Чернавским. На конверте диска «Кружатся диски» была особо оговорена роль аранжировщика Юрия Щеглова. Песня Кружатся диски (муз. Д. Тухманова) несколько месяцев занимала первые места хит-парадов СССР. Музыковед Юрий Филинов назвал «Красные маки» одной из ведущих групп советской эстрады.
Группа стала лауреатом премии Тульского комсомола.
Портал Colta.ru в 2009 году назвал пластинку «Кружатся диски» «лучшей диско-пластинкой, записанной в СССР, которая познакомила со словом „диск-жокей“ и понятием „дискотека“ самые удалённые уголки страны».
В 1980 году из коллектива уходит Александр Лосев, возвращаясь в группу Стаса Намина «Цветы».
В 1982 году уходят Сергей Рыжов, Юрий Китаев и Юрий Чернавский. В «Красные маки» вливаются новые музыканты, ранее работавшие в ВИА «Лейся, Песня» при Тульской государственной филармонии. В ансамбле также работают солисты: Алексей Ломанов, Лариса Сабо и Ольга Шалашова (солистка в песне «Не верь чужим словам», музыка В. Добрынин, стихи Л. Дербенёва, записанной на авторский миньон «А жизнь идёт», 1983 год).
Музыкальным руководителем «Красных маков» становится Руслан Горобец. Основу коллектива в это время составляют музыканты, ранее работавшие в ворошиловградском (Киевская филармония, Укрконцерт) ВИА «Чаривни гитары»: музыкальный руководитель, клавишник и композитор Руслан Горобец, ударник Александр Акинин и автор многих текстов песен Павел Жагун. Место Юрия Кагановича занял гитарист, певец и композитор Олег Федченко. В это время в составе ансамбля также работают: Андрей Выпов — соло-гитара, вокал, Александр Бирман — бас-гитара, Виктор Горбунов — труба, Владимир Калмыков — труба, Анатолий Мешаев — тромбон, Аркадий Хоралов — солист-вокалист.
ВИА «Красные маки» успешно выступили на II-м Всесоюзном конкурсе на лучшее исполнение песен стран социалистического содружества в Ялте, где получили звание лауреата.
В 1982 году Всесоюзная фирма грамзаписи «Мелодия» включила другую версию песни Вячеслава Добрынина «Если ты уйдёшь» в исполнении ВИА «Красные маки» (вокал — Тарас Петриненко) в авторский диск поэта Леонида Дербенёва «Плоская планета».

## «Ни о чём не жалей» (1984—1985)
В 1984 году из ансамбля уходит на сольную работу Аркадий Хоралов.
ВИА «Красные маки» работают над песнями для очередного диска-гиганта, в который должны были войти композиции на музыку Руслана Горобца: «Звёздный дилижанс», «Время мчится», «Ни о чём не жалей» на стихи Павла Жагуна, солист Руслан Горобец; «Путешествие на туче», «Свет погасшей звезды» памяти Джона Леннона, солист Тарас Петриненко; и другие. Однако запись появилась только в виде магнитоальбома «Звёздный дилижанс». Лишь в 1992 году Руслан Горобец включил ряд песен из этого альбома в свой авторский диск-гигант «Ни о чём не жалей. Руслан Горобец поёт свои песни» в оригинальном исполнении ВИА «Красные маки» (соло-гитара — Всеволод Татаренко).
В 1988 году на фирме «Мелодия» в серии «По Вашим письмам» вышла пластинка «Звёздный дилижанс. Поёт Руслан Горобец» (SP, С62 26131 003), на которой прозвучали песни: «Город детства» (Р. Горобец — П. Жагун) и «Звёздный дилижанс» (Р. Горобец — П. Жагун), но год записи значился как 1986-й, а исполнителями — группа «Рецитал».
В концертном репертуаре ВИА «Красные маки» звучали также песни: Р. Горобца «Лунатик», «Город детства», «Чудо это ты» (также известная как «Чудеса»), «Дождь и слёзы» (в самиздатовских копиях значившаяся как «Дождь») на слова П. Жагуна, «Остановись, мгновенье» (О. Федченко — И. Лазоревский), «Спартак» (О. Федченко — В. Маликов), «В огнях дискотек» (О. Федченко, А. Барыкин — В. Татаренко), «Тоска по схватке» (О. Федченко, А. Барыкин — В. Татаренко), «Новый год» (Т. Петриненко — И. Шаферан) и другие. Клавишник и певец Т. Петриненко также написал песни: «Мотылёк», «Перелётная птица», «Я скоро вернусь». Позднее многие из музыкантов ансамбля, временно, вливаются в группу «Карнавал.
С 1983 года другая часть участников П. Жагун, В. Горбунов, Н. Кирилин работают в группе А. Пугачёвой «Рецитал» под управлением Руслана Горобца (первая их концертная программа, подготовленная в тандеме с певицей, называлась «Пришла и говорю»).
1984 год стал годом анти-роковой кампании, итогом которой стало постановление управления культуры г. Москвы от 28 сентября 1984 года, продлившееся почти два года и запрещавшее проигрывание и прослушивание в городе записей порядка 75 западных групп и более 40 отечественных коллективов и исполнителей. За нарушение налагался штраф в размере трёх месячных окладов или лишение свободы на срок до двух лет. Выпуск альбома «Звёздный дилижанс» был отложен на неопределённый срок.
В 1986 году Тарас Петриненко и Татьяна Горобец решают вернуться в Киев, где воссоздают популярную когда-то на Украине группу «Гроно». Их примеру следуют и остальные музыканты, пришедшие в «Красные маки» из ВИА «Чаривни гитары», а ансамбль «Маки» во второй раз за свою историю фактически остаётся только «на бумаге», без основного аккомпанирующего и гастролирующего состава. Из инструменталистов в Тульской областной филармонии в штате ансамбля числилось всего 2 человека: художественный руководитель Валерий Чуменко и Николай Кирилин — бас-гитара, вокал.

## Группа «Маки» (1986—1989)
В 1986 году В. Чуменко официально реформирует ВИА «Красные маки» в группу «Маки»: Всеволод Татаренко — гитара, вокал, Николай Кирилин — бас-гитара, вокал, Тарас Петриненко — клавишные инструменты, вокал, Сергей Хмелев — ударные инструменты. В том же году состоялся дебют нового коллектива в музыкальной телепрограмме «Голубой огонёк» на Центральном телевидении с песней композитора Владимира Матецкого «Так случилось» на слова поэта Михаила Шаброва. В коллективе в стиле новой волны работали: Николай Девлет-Кильдеев — соло-гитара, вокал, Дмитрий Рыбак — бас-гитара, Анатолий Мешаев (тромбон, вокал), Владимир Калмыков (труба, вокал), Виталий Барма — духовые инструменты, Константин Семченко — клавишные инструменты, вокал, Владимир Володин — ударные инструменты, Борис Платонов — солист-вокалист.
В том же году «Маки» участвовали в телевизионном фестивале «Песня-86», где исполнили песню композитора Давида Тухманова «Чудо-земля» на слова поэта Михаила Танича, солист Константин Семченко. Песня «Здравствуй, мир! Здравствуй, друг!» (Лора Квинт— Владимир Костров), посвящённая проходившим в том же году Играм доброй воли, была записана под аккомпанемент группы «Маки».
В 1987 году музыканты записали песни: композитора Олега Сорокина «Красная книга» в авторский диск-гигант «Треугольное солнце» поэта Леонида Дербенёва; «Когда, когда» в авторский диск-гигант «Настроение» композитора Вячеслава Добрынина на слова поэта Леонида Дербенёва. Творчеству коллектива на своих страницах уделил внимание журнал «Кругозор» и записал на грампластинке-вкладыше песни: «Расскажи», «Так случилось» (В. Матецкий — М. Шабров). В 1988 году Михаил Танич включил в свой диск-гигант «Аэропорт» песню «Чудо-земля» композитора Д. Тухманова в исполнении участников группы. В том же году фирма «Мелодия» выпустила диск-гигант «Одесса» группы «Маки».
С 1988 года музыканты группы «Маки» — Николай Кирилин (музыкальный руководитель, бас, вокал), Дмитрий Малолетов (гитара), Виталий Вечерский (клавишные), Михаил Педченко (саксофон), Владимир Калмыков (труба, вокал), Сергей Бурцев (ударные), — помимо работы в группе входили в аккомпанирующий состав композитора Игоря Николаева.
В 1989 году песня «Фантомас» (К. Семченко — М. Танич) прозвучала в телепрограмме «Утренняя почта», а также была включена в авторский диск-гигант поэта «Разгуляй».

## ВИА «Красные маки-XXI» (2003 — настоящее время)
С 2003 года был собран новый состав «Красных маков» под руководством Александра Касаткина.
В 2007 году ансамбль принял участи в съёмках телевизионного сериала «Срочно в номер» и открытии фестиваля «Московский комсомолец». В 2008 году награждён орденами «Служение искусству» и золотой медалью «Достояние нации».
Состав:
- Александр Касаткин (художественный руководитель, вокал)
- Эдуард Супрунов † (1960—2023, музыкальный руководитель, клавиши, вокал)
- Николай Барканов (ударные, вокал)
- Валерий Дадаев (гитара, вокал)
- Валерий Ярославцев (бас гитара, вокал)
- Яков Круз (звукорежиссёр)

## Группа «Маки» (с 2015)
В 2015 году была воссоздана группа «МАКИ» образца второй половины 80-х. Коллектив возглавили -художественный руководитель Юрий Подорванов и солист «золотого состава» Константин Семченко-Ленски.
Были перезаписаны в новых аранжировках хиты «Так случилось», «Одесса», «Расскажи», «Чудо-земля».
В 2016 году ансамбль участвовал в программе «Рождённые в СССР», в ноябре того же года группа исполнила свои популярные песни в эстонским концерте «Русские звёзды Эстонии», а позже — приняли участие в большом концерте Екатерины Шавриной в Санкт-Петербурге.
В фильме «Русская земля» (2018) звучит оригинальная версия песни «Ночь» группы «Маки» за авторством Константина Семченко.
В 2019 году состав группы:
- Юрий Подорванов — худ.рук., гитара, вокал.
- Сергей Сементович — клавиши, вокал
- Алекс Ждан — гитара, бэк-вокал
- Константин Семченко — клавиши, вокал.

Сессионный музыкант:
- Юрий Палий — саксофон, бас-гитара, вокал.

## Дискография
- 1977 — миньон (Первая любовь [музыка из песни Демиса Руссоса From Souvenirs to Souvenirs], Есть закон у тайги, Соловьиная роща, Шаги)[11]
- 1978 — миньон (Поцелуй для любимой, Зеркало, Не успокоимся, Остановите музыку)
- 1979 — миньон (Скажет девчонка, Любить друг друга, Всё, что было, У меня бессонница)
- 1979 — миньон (Чужая ты, Ночной пляж, Давай попробуем вернуть, Бессонница)
- 1979 — Если не расстанемся… (диск-гигант)
- 1980 — Кружатся диски (диск-гигант)
- 1981 — миньон: песни А. Хоралова на стихи А. Дементьева (Давай помолчим, Дай мне посмотреть в глаза)
- 1981 — День за днём. Песни Вячеслава Добрынина (Если у тебя своя дорога, Если ты уйдешь, Скажи мне правду, Тебе не нужен я)/миньон?/
- 1984 — Звёздный дилижанс (магнитоальбом)
- 1988 — Группа Маки. Одесса (диск-гигант)
- 1996 — Вячеслав Добрынин. Доктор Шлягер представляет ВИА «Красные маки» (CD, компиляция)
- 2008 — ВИА «Красные маки» (CD, компиляция)